# Pardal collgroc
El pardal collgroc o pardal roquer golagroc (Gymnoris xanthocollis) és una espècie d'ocell de la família dels passèrids (Passeridae) que habita zones de camp obert, arbres o ciutats d'Àsia meridional, al sud-est de Turquia i d'Iraq, l'Iran, nord-est de la Península Aràbiga, Afganistan, Pakistan i l'Índia.